# Östra Stensele revir
Östra Stensele revir var ett skogsförvaltningsområde inom Umeå överjägmästardistrikt, Västerbottens län, som omfattade vissa delar av Stensele socken. Det var indelat i tre bevakningstrakter och omfattade 46 470 hektar allmänna skogar (1920), varav två kronoparker med en areal av 45 576 hektar.